# Georges-Louis Leclerc de Buffon

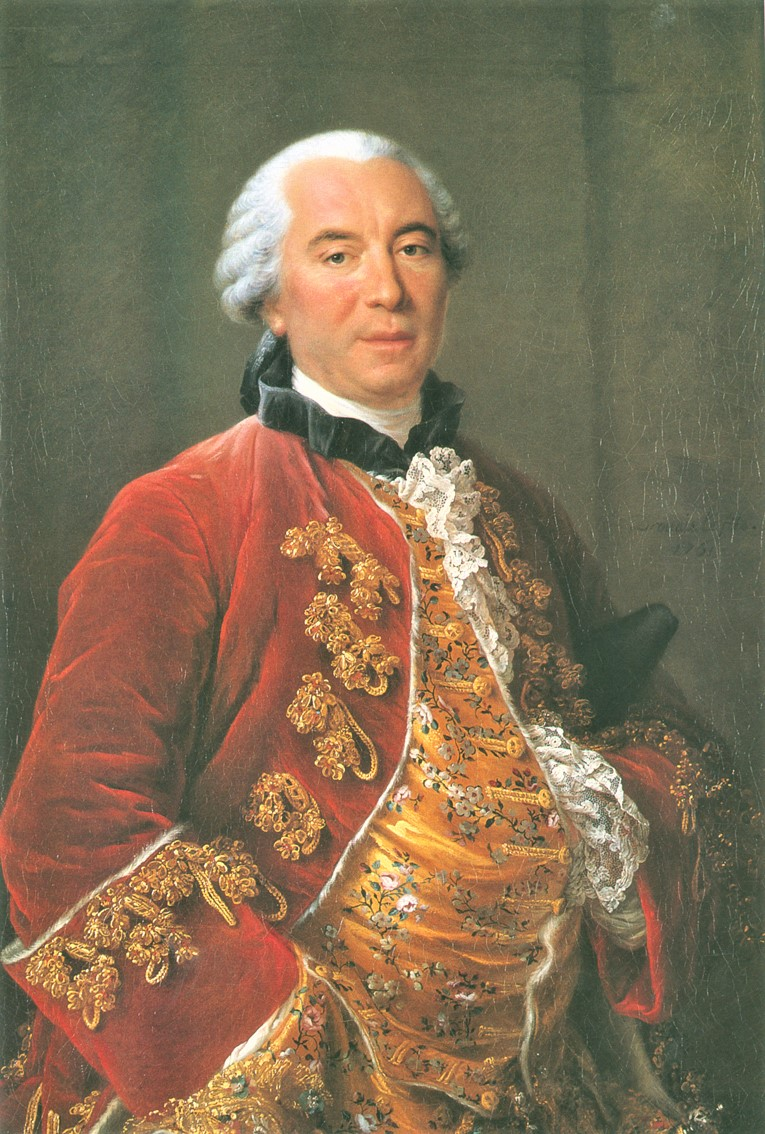
Georges-Louis Leclerc de Buffon

Georges-Louis Leclerc de Buffon (ur. 7 września 1707 w Montbard w Côte-d’Or, zm. 16 kwietnia 1788 w Paryżu) – hrabia, francuski filozof, przyrodnik i matematyk. Od 1753 r. członek Akademii Francuskiej (fotel 1), prekursor ewolucjonizmu, autor liczącej 44 tomy Historii naturalnej.

## Życiorys
Wywarł wpływ na XVIII-wieczne środowisko przyrodników, szczególnie dzięki liczącemu 44 tomy dziełu Histoire naturelle, générale et particulière, wydawanemu w latach 1749–1788, a napisanemu przy współudziale L.J.M. Daubentona i Lacépède’a. Opisał również swoją teorię kosmogeniczną w Époques de la nature (w Polsce jako Epoki natury przez Pana Buffon wydane w języku francuskim, 1876).
Był jednym z pierwszych uczonych, który próbował szukać naturalnych, pozareligijnych wyjaśnień dla powstania Układu Słonecznego. Według jego hipotezy Ziemia i inne planety powstały wskutek zderzenia Słońca z wielką kometą. Strzępy materii słonecznej wyrwane podczas zderzenia miały następnie stygnąć, a z nich utworzyły się planety. Zasadniczą wadą teorii było przecenianie możliwości komet, gdyż ich masa jest zbyt mała.
Buffon przeprowadził serię doświadczeń nad stygnięciem rozgrzanych kul z żelaza i innych substancji, chcąc na tej podstawie obliczyć czas, jaki upłynął od powstania Ziemi do jej ostygnięcia do obecnej temperatury. Według tych obliczeń

[...] po 34 270 latach od powstania Ziemi ostygła ona do tego stopnia, że „nie parzyła w dotknięciu”, po 74 832 latach ostygła do temperatury obecnej; po upływie 168 123 lat od powstania temperatura Ziemi spadnie do 1/25 temperatury obecnej, co ma oznaczać ostateczny koniec egzystencji na Ziemi istot żywych; życiu pozostało zatem jeszcze 93 291 lat. Chociaż liczby podane przez Buffona wydają się śmiesznie małe z punktu widzenia naszej obecnej wiedzy, to nie należy zapominać, że i tak stanowiły one szokujący skok w stosunku do chronologii opartej na Biblii. Nic też dziwnego, że teoria Buffona została w 1751 r. potępiona przez Sorbonę jako sprzeczna z Pismem Świętym

Zwrócił uwagę także na fakt, iż zmiany środowiskowe wpływają na zmiany wyglądu organizmów. Swoją filozofią nawiązywał do tradycji kartezjańskiej. Czynności biologiczne i psychologię zwierząt interpretował mechanistycznie, jednak ogólnie miał deistyczne podejście do przyrody. Współpracował przy Encyclopédie.
Uważany za wynalazcę tzw. soczewki Fresnela.
Istnieje opinia, jakoby Karol Linneusz, szwedzki przyrodnik, chcąc dokuczyć Buffonowi, nadał ropusze szarej nazwę Rana bufo nawiązując do jego nazwiska. Jest to jednak wątpliwe, gdyż słowo bufo było znane już w łacinie klasycznej, gdzie również oznaczało ropuchę.